# Pastoral Hide and Seek
Pastoral Hide and Seek — пятый студийный альбом американской группы The Gun Club, изданный в 1990 году.

## Об альбоме
Pastoral Hide and Seek звучит в типичном блюз-роковом стиле The Gun Club, с элементами более современного ритм-н-блюза. Альбом нашёл отклик у австралийского музыканта Ника Кейва, который 15 лет спустя отдал дань уважения лидеру коллектива в The Jeffrey Lee Pierce Sessions Project. Это последний альбом с гитаристом Кидом Конго Пауэрсом, который ушёл из The Gun Club, чтобы создать собственную чикано рок-группу Kid Congo and the Pink Monkey Birds.

## Список композиций
| №   | Название                         | Длительность |
| --- | -------------------------------- | ------------ |
| 1.  | «Humanesque»                     | 3:20         |
| 2.  | «The Straights Of Love and Hate» | 4:17         |
| 3.  | «Emily's Changed»                | 3:11         |
| 4.  | «I Hear Your Voice Singing»      | 3:56         |
| 5.  | «St John's Divine»               | 4:25         |
| 6.  | «The Great Divide»               | 3:10         |
| 7.  | «Another Country's Young»        | 5:02         |
| 8.  | «Flowing»                        | 4:52         |
| 9.  | «Temptation and I»               | 4:25         |
| 10. | «Eskimo Blue Day»                | 5:17         |

## Участники записи
- Джеффри Ли Пирс — вокал, гитара
- Кид Конго Пауэрс — гитара
- Роми Мори — бас-гитара
- Ник Сандерсон — ударные